# Ivdel (Sverdlovsk)
Pour les articles homonymes, voir Ivdel.
Ivdel (en russe : Ивдель) est une ville de l'oblast de Sverdlovsk, en Russie. Sa population s'élevait à 16 947 habitants en 2013.

## Géographie
Ivdel est située dans le nord de l'Oural, sur la rivière Ivdel, près de son point de confluence avec la Lozva, dans le bassin de l'Ob. Elle se trouve à 535 km au nord de Iekaterinbourg. 

## Histoire
Lozvinski gorodok (Лозьвинский городок) fut le premier fort en bois construit par les Russes à l'est de l'Oural. Bâti au bord de la rivière Ivdel en 1589, il fut au centre de mines d'or et s'appela Nikito-Ivdel (Никито-Ивдель). En 1831 il prit le nom d'Ivdel. En 1937, un camp du Goulag nommé « Ivdellag » y fut créé. Ivdel a le statut de ville depuis 1943.
C'est d'ici que partirent les victimes de l'affaire du col Dyatlov en 1959.

## Population
Recensements (*) ou estimations de la population
| 1959*  | 1970*  | 1979*  | 1989*  |
| ------ | ------ | ------ | ------ |
| 22 009 | 15 308 | 15 944 | 19 014 |

| 2002*  | 2010*  | 2012   | 2013   |
| ------ | ------ | ------ | ------ |
| 19 324 | 17 775 | 17 303 | 16 947 |

## Personnalités
- Iryna Bekechkina (1952-2020), sociologue ukrainienne, est née à Ivdel.